# Rennae Stubbs
Rennae Stubbs (Sydney, 1971. március 26.–) egykori páros világelső, év végi világbajnok, hatszoros Grand Slam-tornagyőztes, négyszeres olimpikon, visszavonult ausztrál teniszezőnő.
1992–2011 közötti karrierje során hatvan páros WTA-tornát nyert meg, emellett két egyéni és tíz páros ITF-tornán győzött. Legjobb egyéni világranglista-helyezése hatvannegyedik volt, míg párosban 2000. augusztus 21-től három hétig a világranglista élére került.
Hatszoros Grand Slam-győztes, négyszer párosban, 2000-ben az Australian Openen, 2001-ben Wimbledonban és a US Openen, 2004-ben Wimbledonban lett bajnok, kétszer vegyes párosban, 2000-ben az Austraian Openen, 2001-ben a US Openen szerezte meg a trófeát.
1992–2011 között 41 alkalommal játszott Ausztrália Fed-kupa-válogatottjában. 1996–2008 között négy olimpián vett részt Ausztrália képviseletében.
Leszbikusságát nyíltan vállalja, jelenleg Lisa Raymond teniszezőnővel él együtt.

## Grand Slam döntői

### Páros: 7 (4–3)
| Eredmény | Év   | Bajnokság       | Borítás | Partner                 | Ellenfelek                          | Eredmény      |
| -------- | ---- | --------------- | ------- | ----------------------- | ----------------------------------- | ------------- |
| Döntős   | 1995 | US Open         | Kemény  | Brenda Schultz-McCarthy | Gigi Fernández Natallja Zverava     | 7–5, 6–3      |
| Győztes  | 2000 | Australian Open | Kemény  | Lisa Raymond            | Martina Hingis Mary Pierce          | 6–4, 5–7, 6–4 |
| Győztes  | 2001 | Wimbledon       | Fű      | Lisa Raymond            | Kim Clijsters Szugijama Ai          | 6–4, 6–3      |
| Győztes  | 2001 | US Open         | Kemény  | Lisa Raymond            | Kimberly Po Nathalie Tauziat        | 6–2, 5–7, 7–5 |
| Döntős   | 2002 | Roland Garros   | Salak   | Lisa Raymond            | Virginia Ruano Pascual Paola Suárez | 6–4, 6–2      |
| Győztes  | 2004 | Wimbledon       | Fű      | Cara Black              | Liezel Huber Szugijama Ai           | 6–3, 7–6(5)   |
| Döntős   | 2009 | Wimbledon       | Fű      | Samantha Stosur         | Serena Williams Venus Williams      | 7–6(4), 6–4   |

### Vegyes páros: 3 (2–1)
| Eredmény | Év   | Bajnokság       | Borítás | Partner         | Ellenfelek                              | Eredmény         |
| -------- | ---- | --------------- | ------- | --------------- | --------------------------------------- | ---------------- |
| Győztes  | 2000 | Australian Open | Kemény  | Jared Palmer    | Todd Woodbridge Arantxa Sánchez Vicario | 7–5, 7–6(3)      |
| Döntős   | 2000 | Roland Garros   | Salak   | Todd Woodbridge | David Adams Mariaan de Swardt           | 6–3, 3–6, 6–3    |
| Győztes  | 2001 | US Open         | Kemény  | Todd Woodbridge | Lisa Raymond Lijendar Pedzs             | 6–4, 5–7, [11–9] |

## Év végi világranglista-helyezései

### Egyéni és páros 2000-ig
| Év     | 1988 | 1989 | 1990 | 1991 | 1992 | 1993 | 1994 | 1995 | 1996 | 1997 | 1998 | 1999 | 2000 |
| Egyéni | 352. | 225. | 232. | 239. | 85.  | 170. | 213. | 90.  | 106. | 419. | 231. | 254. | 683. |
| Páros  | 160. | 169. | 114. | 72.  | 13.  | 8.   | 17.  | 12.  | 21.  | 34.  | 5.   | 7.   | 6.   |

### Páros 2001-től
2001-től csak párosban szerepelt.
| Év       | 2001 | 2002 | 2003 | 2004 | 2005 | 2006 | 2007 | 2008 | 2009 | 2010 | 2011 |
| Helyezés | 2.   | 4.   | 10.  | 4.   | 5.   | 6.   | 10.  | 9.   | 7.   | 10.  | 107. |